# اندیس پلنگی (تل دوزی)
پلنگی(تل دوزی) یک اندیس فلزی است که در حوالی شهر رفسنجان استان کرمان قرار دارد و مادهٔ معدنی موجود در آن، مس است.  